# Kochanek (powieść)
Kochanek (fr. L’Amant) – powieść autobiograficzna o tematyce erotycznej napisana przez Marguerite Duras w 1984. W tym samym roku za tę powieść otrzymała nagrodę Prix Goncourt.
Kontynuacją powieści jest Kochanek z Północnych Chin.